# 도미닉 볼
도미닉 볼(영어: Dominic Ball, 1995년 8월 2일 ~ )은 잉글랜드의 축구 선수이다. 포지션은 센터백이며, 풀백, 수비형 미드필더 포지션도 소화 할 수 있다. 현재 입스위치 타운 FC에서 활약하고 있다.